# Majdel Banaa
Majdel Banaa est un village libanais de montagne situé au Sud-Est d’Aley. Il est traversé par Nahr Abou Zablé (la rivière). Sa population est majoritairement druze.